# Trichospermum lessertianum
Trichospermum lessertianum är en malvaväxtart som först beskrevs av Bénédict Pierre Georges Hochreutiner, och fick sitt nu gällande namn av Laurence J. Dorr. Trichospermum lessertianum ingår i släktet Trichospermum och familjen malvaväxter. Inga underarter finns listade i Catalogue of Life.